# Zommange
Zommange – miejscowość i gmina we Francji, w regionie Grand Est, w departamencie Mozela.
Według danych na rok 1990 gminę zamieszkiwało 37 osób, a gęstość zaludnienia wynosiła 6 osób/km² (wśród 2335 gmin Lotaryngii Zommange plasuje się na 1008. miejscu pod względem liczby ludności, natomiast pod względem powierzchni na miejscu 908.).